# Rinconete y Cortadillo

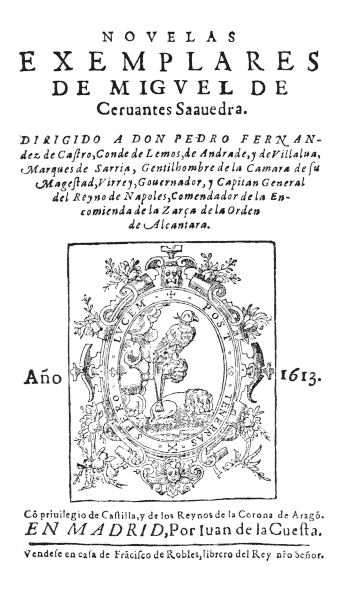
Página de título das "Novelas Exemplares" de Miguel de Cervantes (1613)

Rinconete y Cortadillo (ou Novela de Rinconete y Cortadillo), obra de Miguel de Cervantes, é uma das narrações breves incluídas nas Novelas exemplares.
É um retrato picaresco da atividade de delinquentes da época do autor. Contudo, como argumenta Carlos Blanco Aguinaga em um de seus ensaios críticos, esta novela de Cervantes não é propriamente picaresca, pois transcende os pressupostos que este gênero literário possuía, e projeta suas personanges em uma profundidade muito característica, distante de outras criações parecidas, como La vida del Buscón ou o Lazarillo de Tormes.

## Traduções em português
- Miguel de Cervantes. "Riconete e Cortadilho". In Novelas exemplares. Tradução de Darly Nicolana Scornsienchi. São Paulo: Abril Cultural, 1970. p.225.